# Gustav Kosarek
Gustav Kosarek (30. listopadu 1857 Hradec Králové – 4. února 1916 Oberhollabrunn) byl rakousko-uherský admirál. Jako absolvent námořní akademie sloužil u c. k. námořnictva od roku 1876, byl účastníkem několika zaoceánských cest a mezinárodních vojenských operací. V závěru kariéry byl velitelem několika bitevních lodí a nakonec ředitelem námořní zpravodajské služby (1907–1908). V roce 1909 byl penzionován a mimo aktivní službu později získal hodnost kontradmirála (1911).

## Životopis

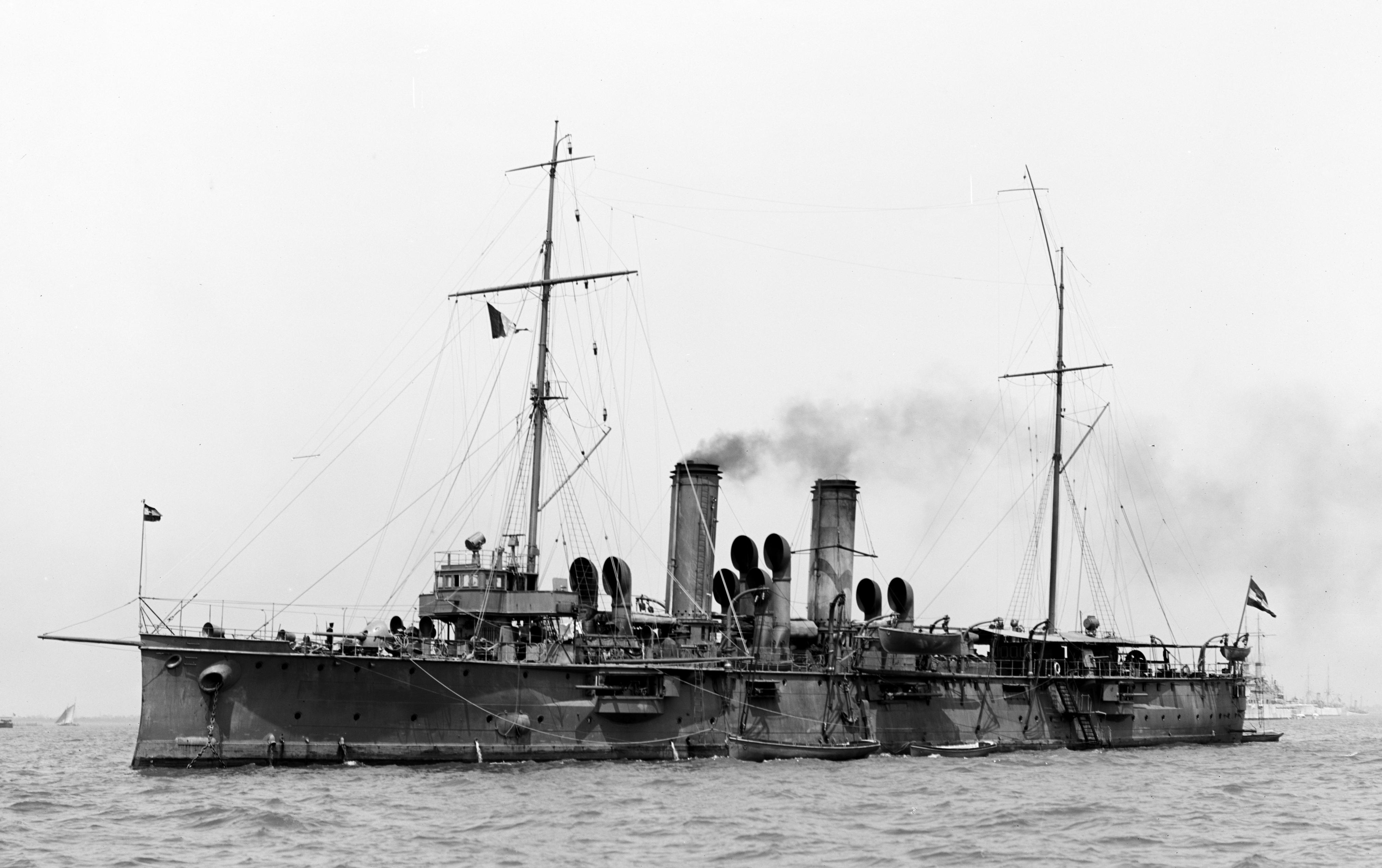
Křižník SMS Aspern, vlajková loď kapitána Kosarka v letech 1904–1905

Byl synem Aloise Kosarka, státního úředníka v Jihlavě. Po absolvání reálky studoval na C. k. námořní akademii v Rijece (1872–1876) a v roce 1876 vstoupil jako kadet k námořnictvu. Ještě v roce 1876 absolvoval dělostřeleckou průpravu na cvičné lodi SMS Adria a poté vystřídal službu na různých lodích, působil také u jednotek námořní pěchoty a u arzenálu v Pule. V roce 1879 získal hodnost praporčíka a na korvetě SMS Frundsberg pod velením kapitána Semseye absolvoval v letech 1885–1886 cestu na Dálný východ.  Cesta vedla ze Středozemního moře Suezským průplavem přes Rudé moře k břehům Indie, kde kotvila v Kalkatě, Madrasu, Bombaji a na Cejlonu.
Po návratu ze zaoceánské plavby vedl výcvik námořních kadetů na cvičných lodích SMS Schwarzenberg a SMS Novara, znovu byl také důstojníkem u námořní pěchoty. V letech 1887–1888 byl prvním důstojníkem na admirálské jachtě SMS Fantasie, která sloužila jako vlajková loď vrchního velitele námořnictva admirála Sternecka a v letech 1889–1891 byl zaměstnán u mapového oddělení v námořní sekci na ministerstvu války. Mezitím postupoval v hodnostech (poručík II. třídy 1888, poručík I. třídy 1890) a jako navigační a dělostřelecký důstojník sloužil na různých lodích. V letech 1895–1896 se jako první důstojník na lodi SMS Pola pod velením kapitána Paula Potta zúčastnil expedice do Rudého moře a poté byl dělostřeleckým důstojníkem na bitevní lodi SMS Wien (1896–1898), s níž se zúčastnil mezinárodní blokády Kréty. Následující dva roky strávil u Námořního technického výboru (1898–1899). V letech 1898 a 1899 byl dvakrát vyslán do Plzně, kde dojednával zakázky pro námořní dělostřelectvo ve Škodových závodech. 

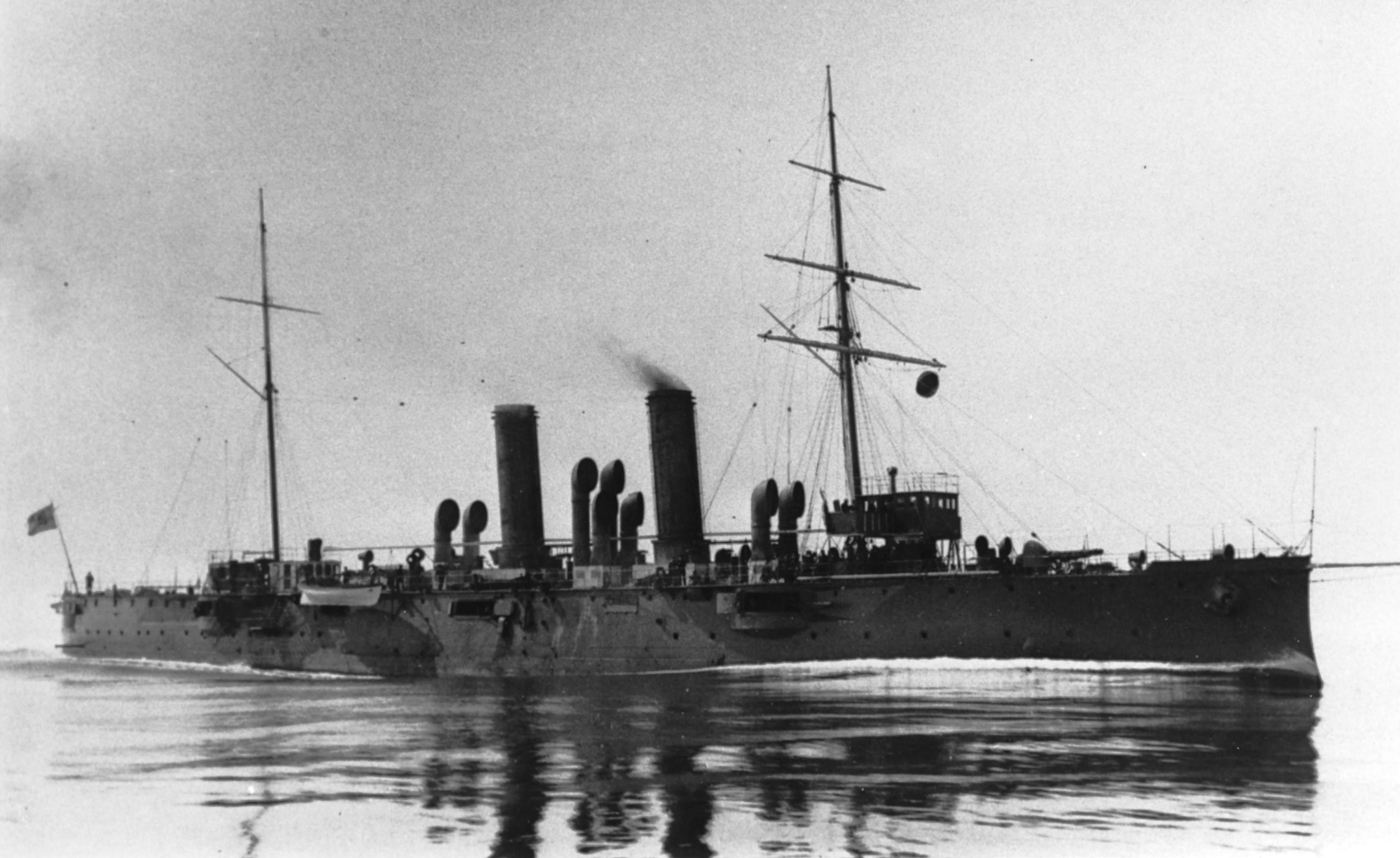
SMS Szigetvár, vlajková loď kapitána Kosarka v letech 1905–1906

K datu 1. ledna 1900 byl povýšen na korvetního kapitána, byl prvním důstojníkem na obrněné lodi SMS Erzherzog Albrecht a křižníku SMS Kaiser Karl VI. V létě 1900 byl krátce velitelem dunajské říční flotily a poté přidělen k Námořní technické kontrolní komisi (Maritim-technische Control-Commission, 1901–1902), kde byl zástupcem jejího prezidenta admirála Schweisguta. V letech 1902–1904 sloužil jako velitel u námořní pěchoty (Matrosenkorps) v Pule a mezitím získal hodnost fregatního kapitána (1. listopadu 1903). Poté byl velitelem křižníků SMS Aspern (1904–1905) a SMS Zenta (1905), na vlajkové lodi SMS Szigetvár byl následně velitelem torpédové flotily (1905–1906).
V roce 1906 působil u Námořního technického výboru a poté byl přeložen k velení sborového námořního velitelství v Pule (1906–1907). Nakonec zastával funkce velitele námořní zpravodajské služby (Marineevidenzbureau, 1907–1908) a mezitím byl ke dni 1. května 1907 povýšen na kapitána řadové lodi. V červnu 1908 byl odeslán na dovolenou a nakonec o rok později k datu 1. července 1909 penzionován. Mimo aktivní službu později dosáhl hodnosti kontradmirála (15. června 1911).
Po odchodu do výslužby žil nejprve v Terstu, odkud v roce 1909 trvale přesídlil do Vídně. Zemřel v Hollabrunnu 4. února 1916 ve věku 58 let. 

## Řády a vyznamenání
Během služby u námořnictva se stal nositelem několika ocenění v Rakousku-Uhersku i v zahraničí.

### Rakousko-Uhersko
- Válečná medaile (1883)
- Jubilejní pamětní medaile (1898)
- Služební odznak pro důstojníky III. třídy (1901)
- Vojenský jubilejní kříž (1908)
- Vojenská záslužná medaile (1909)

### Zahraničí
- Řád knížete Danila I. III. třídy (1903, Černá Hora)
- Řád Medžidie II. třídy (1905, Osmanská říše)
- komandérský kříž Řádu Spasitele (1905, Řecko)